# هیپولیت مژ موریس
هیپولیت مژ موریس (انگلیسی: Hippolyte Mège-Mouriès; ۲۴ اکتبر ۱۸۱۷ – ۳۱ مهٔ ۱۸۸۰) شیمی‌دان، مخترع و کارآفرین اهل فرانسه بود.